# لي وان (ممثل)
لي وان هو ممثل كوري جنوبي، ولد في 3 يناير 1984 بألسان في كوريا الجنوبية.

## وصلات خارجية
- لي وان على موقع IMDb (الإنجليزية)
- لي وان على موقع ميوزك برينز (الإنجليزية)
- لي وان على موقع أول موفي (الإنجليزية)
- لي وان على موقع قاعدة بيانات الفيلم (الإنجليزية)